# Ben Batt
Ben Batt (Wigan, 7 febbraio 1986) è un attore inglese, attivo in campo cinematografico, televisivo e teatrale.

## Biografia
Ben Batt è nato a Wigan nel 1986, figlio di Alan e Beth Batt e fratello di Sarah e Holly Batt.
Ha studiato recitazione alla Guildhall School of Music and Drama prima di fare il suo debutto sul piccolo schermo nella serie TV Casualty. Da allora ha recitato in diverse serie televisive, tra cui Shameless e In The Dark, e film cinematografici, come Captain America - Il primo Vendicatore ed Electricity. Nel 2016 ha interpretato Stanley Kowalski in Un tram che si chiama Desiderio di Tennessee Williams a Manchester, mentre nel 2018 è tornato sulle scene londinesi nel dramma The York Realist, in cartellone alla Donmar Warehouse.
Dal 2008 Batt è impegnato in una relazione con l'attrice Rebecca Atkinson, che nel 2016 ha dato alla luce loro figlio Jack.

## Filmografia parziale

### Cinema
- The Edge of Love, regia di John Maybury (2008)
- Captain America - Il primo Vendicatore (Captain America: The First Avenger), regia di Joe Johnston (2011)
- Electricity, regia di Bryn Higgins (2014)
- La spia russa (Despite the Falling Snow), regia di Shamim Sarif (2016)

### Televisione
- Casualty – serie TV, episodio 22x23 (2008)
- Lewis – serie TV, episodio 2x02 (2008)
- Shameless – serie TV, 30 episodi (2009-2010)
- Accused – serie TV, episodio 1x02 (2010)
- Scott & Bailey – serie TV, 20 episodi (2011-2023)
- Delitti in Paradiso (Death in Paradise) – serie TV, episodio 2x07 (2013)
- Barbarians - Roma sotto attacco (Barbarians Rising) – miniserie TV, 1 puntata (2016)
- In the Dark – miniserie TV, 4 puntate (2017)
- Vera – serie TV, episodio 8x02 (2018)
- Our Girl – serie TV, 3 episodi (2018-2020)
- Jamestown – serie TV, 8 episodi (2019)
- The English Game – miniserie TV, 6 puntate (2020)
- Domina – serie TV, 12 episodi (2021-2023)

## Teatro
- Come vi piace di William Shakespeare, regia di Gregory Hersov. Royal Exchange Theatre di Manchester (2011)
- Making Noise Quietly di Robert Holman, regia di Peter Gill. Donmar Warehouse di Londra (2012)
- Un tram che si chiama Desiderio di Tennessee Williams, regia di Sarah Frankcom. Manchester Exchange Theatre di Manchester (2016)
- Woyzeck di Georg Büchner, adattamento di Jack Thorne, regia di Joe Murphy. Old Vic di Londra (2017)
- The York Realist di Peter Gill, regia di Robert Hastie. Donmar Warehouse di Londra, Crucible Theatre di Sheffield (2018)

## Doppiatori italiani
Nelle versioni in italiano delle opere in cui ha recitato, Ben Batt è stato doppiato da:
- Roberto Certomà in Wire in the Blood
- Francesco Pezzulli in Scott & Bailey
- Massimiliano Plinio in La spia russa
- Luca Ghignone in In the Dark
- Gianfranco Miranda in The English Game
- Marco Foschi in Domina